# Paja Jovanović
Pavle Jovanović, detto Paja (in serbo Паја Јовановић?; Vršac, 16 giugno 1859 – Vienna, 30 novembre 1957), è stato un pittore serbo che dipinse più di 1.100 opere.
Principale ritrattista europeo a partire dal 1905, dipinse l'imperatore Francesco Giuseppe I d'Austria più di 14 volte, nonché reali, importanti industriali, scienziati, banchieri, baroni del petrolio e monopolisti, tra cui alcuni eredi della Standard Oil negli Stati Uniti d'America. Era un ritrattista molto ricercato in tutto il mondo e questo lo rese incredibilmente ricco nella sua vita. Molti musei europei e internazionali ospitano le sue opere, come la National Gallery of Victoria e lo Utah Museum of Fine Arts.

## Biografia
Paja Jovanović nacque a Vršac, allora facente parte dell'impero austriaco, oggi in Serbia. Suo padre era il fotografo Stevan Jovanović e sua madre era Ernestina Deot, di origini francesi. Trascorse l'infanzia e la prima giovinezza nella sua città natale, dove osservava le iconostasi di Pavel Đurković e Arsenije Teodorović nelle chiese della città, che influenzarono le sue opere future. La madre di Jovanović morì in giovane età e suo padre si risposò. Ricevette le sue prime lezioni di arte dal suo insegnante Vodecki. Suo padre lo portò a Vienna nel 1875 quando aveva 15 anni, dove si iscrisse all'Accademia di Belle Arti nel 1877 nella classe del professore Christian Griepenkerl Terminò l'accademia nel 1880, frequentando alcuni importanti corsi tenuti dall'orientalista Leopold Carl Müller. Notando il crescente interesse dell'Europa per gli eventi nei Balcani, viaggiò in Albania, Montenegro, Dalmazia, Bosnia ed Erzegovina e Serbia, raccogliendo schizzi e studi sulla vita dei popoli balcanici. Proprio questi temi resero popolare Paja Jovanović. Dipinse principalmente scene della vita di serbi, montenegrini, erzogiviniani, arumeni e albanesi, che gli conferirono una grande reputazione. Incoraggiato a visitare la regione dei Balcani durante la sua pausa, studiò le usanze e il folklore del popolo, e nel 1882 gli fu assegnato il premio dell'Accademia e gli fu conferita la borsa di studio imperiale per la sua opera intitolata Il ferito montenegrino.
Continuò a viaggiare attraverso il Caucaso, Marocco, Egitto, Grecia, Turchia, Italia e Spagna. Un gran numero di schizzi, note e studi, insieme agli oggetti raccolti dalla vita della gente comune, troveranno il loro posto nelle sue famose composizioni di genere, come: Scherma, Decorazioni della sposa e Combattimento di galli. Alcuni dei più notevoli elogi di Jovanović furono raccolti in due delle sue più grandi mostre: la mostra del Millennio a Budapest nel 1896, dove espose il trittico di Vršac e l'esposizione mondiale di Parigi nel 1900, per la quale aveva dipinto La proclamazione del Codice di legge di Dušan.
A partire dal 1888 fu proclamato membro dell'Accademia reale delle arti serba. Gli fu affidato il compito di dipingere composizioni storiche monumentali. Dopo il 1905 si dedicò esclusivamente alla pittura dei ritratti nello stile del realismo accademico per la ricca clientela, per i quali divenne molto famoso. Alcuni dei ritratti più famosi includono quelli di Mihajlo Pupin e Đorđe Jovanović.
Dipinse l'iconostasi nella chiesa di San Nicola a Dolovo e nella cattedrale ortodossa di Novi Sad. Trascorse la maggior parte del tempo nel suo atelier a Vienna, dove si stabilì, e occasionalmente tornò a Belgrado. Nel 1940 fu nominato cittadino onorario di Vršac e nel 1949 ricevette l'Ordine al merito di prima categoria. Dopo la morte prematura della moglie, visse a Vienna fino alla sua morte avvenuta nel 1957. Le opere di Paja Jovanović sono conservate nel Museo Civico di Vršac, insieme al suo noto trittico pittorico Vršac. La maggior parte delle sue opere e dei suoi oggetti personali si trovano nel Museo della città di Belgrado.